# Luca Della Scala
Luca Della Scala (Arezzo, 11 marzo 1963) è un ex calciatore italiano, di ruolo mediano.

## Carriera
Cresciuto nella Fiorentina, viene ceduto all'Empoli nel 1982.
Nella squadra empolese conquista subito una promozione in Serie B nel 1983 poi una in Serie A nel 1986. In massima serie debutta in occasione della vittoria per 1-0 sull'Inter disputando 29 gare nella prima stagione e poi 28 (con una rete) nella seconda; lascia gli azzurri toscani nel 1989, poi passa al Catania in Serie C1 rimanendovi per due stagioni.
Nel 1991 gioca per un anno nella Massese, prima di passare ai dilettanti della Cerretese, dove chiude la carriera nel 1997.

## Palmarès

### Club

#### Competizioni nazionali
- Serie C1: 1

Empoli: 1982-1983